# Côte d'Albâtre
 (mars 2024).
Si vous disposez d'ouvrages ou d'articles de référence ou si vous connaissez des sites web de qualité traitant du thème abordé ici, merci de compléter l'article en donnant les références utiles à sa vérifiabilité et en les liant à la section « Notes et références ».
La côte d'Albâtre est un choronyme qui correspond à une région côtière française du pays de Caux située sur la Manche. Constituée de 130 kilomètres de bordures maritimes et de falaises entrecoupées d'une soixantaine de valleuses qui laissent apparaître souvent des failles, cette côte du littoral français constitue la quasi-totalité du littoral de la Seine-Maritime. Depuis 2009, une partie est classée site Natura 2000 sous la dénomination littoral cauchois.

## Présentation

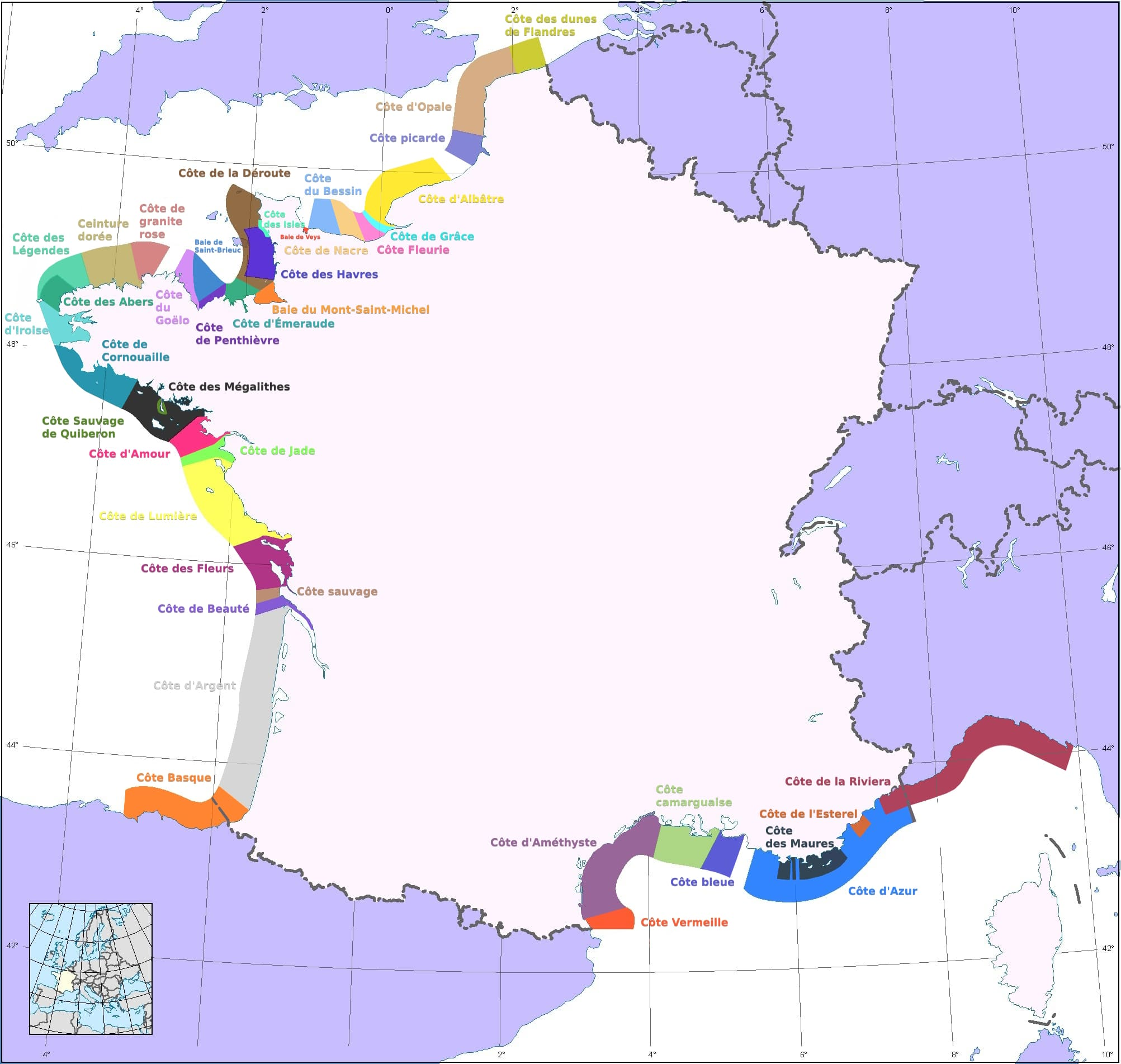
Carte des appellations touristiques des côtes de France.

Le nom de la côte d'Albâtre donné par des marins anglais au début du XIXe siècle fait référence à la couleur blanc laiteux que prend parfois la mer au pied des hautes falaises quand la craie dont elles sont constituées se dissout.
Entre les portions de falaises allant de 30 à 120 m de hauteur (dont les plus renommées sont celles d'Étretat et les plus hautes celles du Tréport), se sont formées des valleuses, ou vallées suspendues de petits fleuves côtiers, et exceptionnellement quelques secteurs d'accumulation de sables, argiles et galets (baie de Somme).
Quelques ports s'abritent dans les échancrures les plus importantes :
- Étretat ;
- Fécamp ;
- Saint-Valery-en-Caux ;
- Dieppe ;
- Le Tréport.

La côte d'Albâtre, d'ouest en est, délimite d'abord le pays de Caux (depuis Le Havre), puis le petit Caux (jusqu'au Tréport) de part et d'autre du port de Dieppe.
Seuls trois fleuves perçant une brèche ont permis l'implantation de villes :
- Fécamp, sur la rivière de Valmont ;
- Dieppe, sur l'Arques ;
- Le Tréport, sur la Bresle.

## Géologie

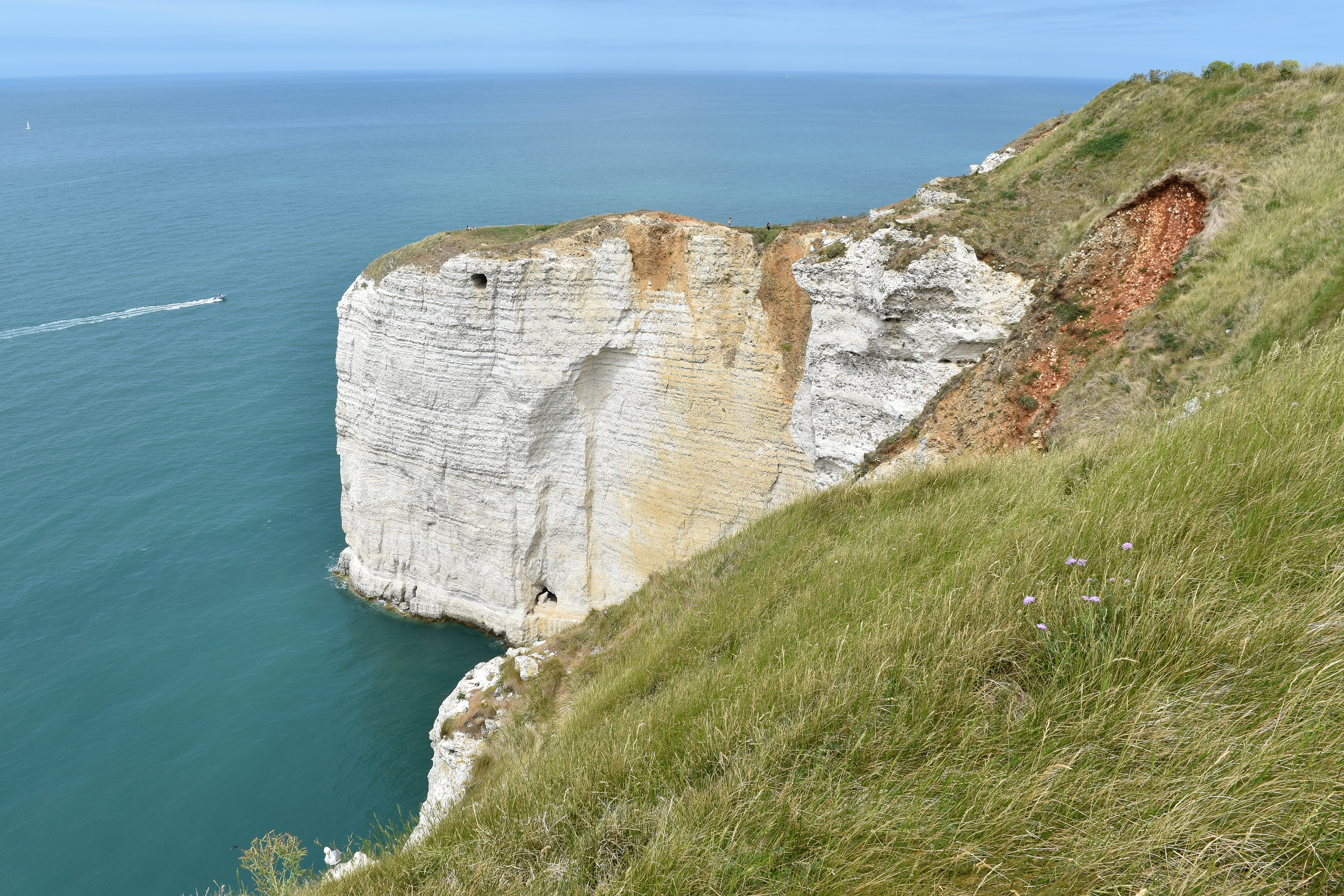
Sur la craie blanche de la falaise d'Étretat, des dépôts constitués par des argiles résiduelles à silex remplissent un système de poches de décarbonatation au sommet. La dissolution de la craie par le ruissellement est à l'origine des coulées d'argile ocre.

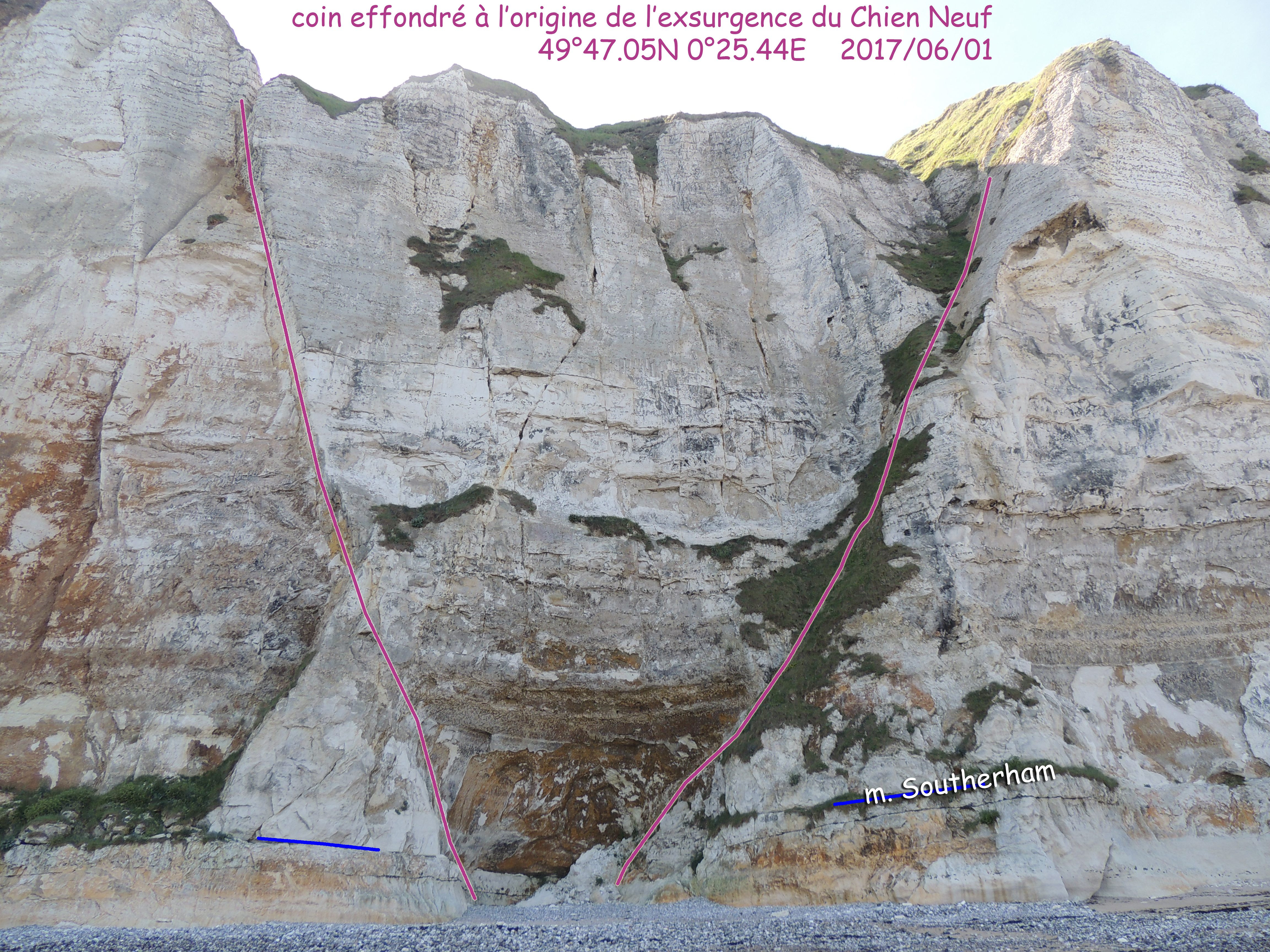
Les falaises de la côte d'Albâtre offrent une coupe géologique continue dans la craie, sans doute la plus remarquable en France. Elles présentent des marqueurs (niveaux marneux, niveaux à silex, hardgrounds, séquences sédimentaires …) ayant une courte étendue temporelle et une grande étendue spatiale.

La côte d'Albâtre se développe dans les craies à silex du Crétacé supérieur (du Cénomanien au Sénonien), parfois couvertes par les formations cénozoïques (terrains sablo-argileux au cap d'Ailly, bois de Cise),. L'unité du plateau littoral est renforcée par l'omniprésence, au sommet, d'une couche épaisse d'argile à silex qui donne une certaine imperméabilité malgré les fissures de la craie sous-jacente où l'on observe des formes karstiques assez nombreuses. Le passage du Crétacé inférieur (Albien) au Crétacé supérieur (Cénomanien) se traduit par une succession de niveaux sableux, argileux et crayeux qui indique une invasion marine de grande ampleur, caractérisée par une « mer de la craie » tropicale de faible profondeur (250 à 300 m au-dessus du niveau actuel) favorable au développement de coccolithes dont l'accumulation et la sédimentation (à un taux moyen de 2 cm / 1 000 ans) pendant 30 millions d'années est à l'origine de la craie.
Ce littoral correspond en effet à la terminaison nord-occidentale du Bassin parisien qui est recouvert au Crétacé supérieur par cette mer alors que le climat est dominé par un effet de serre considérable (température supérieure à celle actuelle de près de 10 °C due à un volcanisme intense) à l'origine de la dilatation thermique des eaux et de la fonte des calottes polaires. Ces deux facteurs n'expliquent pas à eux seuls l'augmentation du niveau marin de plusieurs centaines de mètres au crétacé. C'est probablement le regain d'activité des dorsales consécutivement à l'accélération de l'ouverture de l'océan Atlantique qui est le facteur principal à l'origine de la transgression du Crétacé supérieur.
Hauts murs verticaux et subverticaux de calcaire s'élevant de 30 à 105 m au-dessus du niveau de la mer, les falaises sont formées de couches alternées de silex foncé et de marnes jaunâtres. La mer et surtout le ruissellement, la gélifraction et la desquamation des roches, les attaquent. L'érosion du littoral se traduit par leur recul plusieurs centimètres par an (recul en moyenne de 20 cm/an, soit 200 m pour 1000 ans),.
Les strates de sédiments ont des épaisseurs irrégulières en raison des variations du niveau de la mer. Les bancs de silex sont issus d'organismes capables de précipiter et de fixer la silice pour la construction de leur squelette (silicoflagellés, radiolaires, diatomées, éponges, épines d'oursins). À leur mort, la boue crayeuse devient riche en silice issu de la dissolution de ces squelettes. Ce silice migre dans la craie lors du processus de diagenèse et se concentrée localement, souvent autour de noyaux (tels que des fossiles) ou des zones de perturbation du sédiment crayeux. En suivant les falaises du SW au NE, les couches de craie dessinent des ondulations de grande amplitude : un synclinal (synclinal d'Ailly affecté par la faille de Fécamp – Lillebonne) et un anticlinal (anticlinal de Penly), à grands rayons de courbure. Elles présentent aussi des ondulations de plus faible amplitude, voire une stratification oblique avec une pente pouvant dépasser 45°, due aux courants marins qui déplacent les dunes hydrauliques mobiles. La partie supérieure de ces dunes peut être ultérieurement érodée car un hardground et une surface d'abrasion discordants constituent le toit de la couche. La stratification peut également être perturbée par des plis, des contacts mécaniques et des failles qui orientent les vallées. Ces déformations sont pénécontemporaines du dépôt de la couche et attribuables à des slumpings gravitaires, des secousses sismiques ou des houles violentes.
Les éléments crayeux du Crétacé supérieur se dissolvent dans l'eau, lui donnant une couleur gris bronze laiteux, tandis que la partie dure, les morceaux de silex, sont roulés et érodés par le remous jusqu'à former des galets aux formes lisses et parfaites.
Jusqu'en 1985, les Normands ramassaient des galets et certaines familles en vivaient. Il était vendu pour la construction de maisons. Ces galets réduits en poudre entrent dans la fabrication de la porcelaine, comme additif de dentifrice ou de peinture et sont utilisés dans l'industrie chimique.

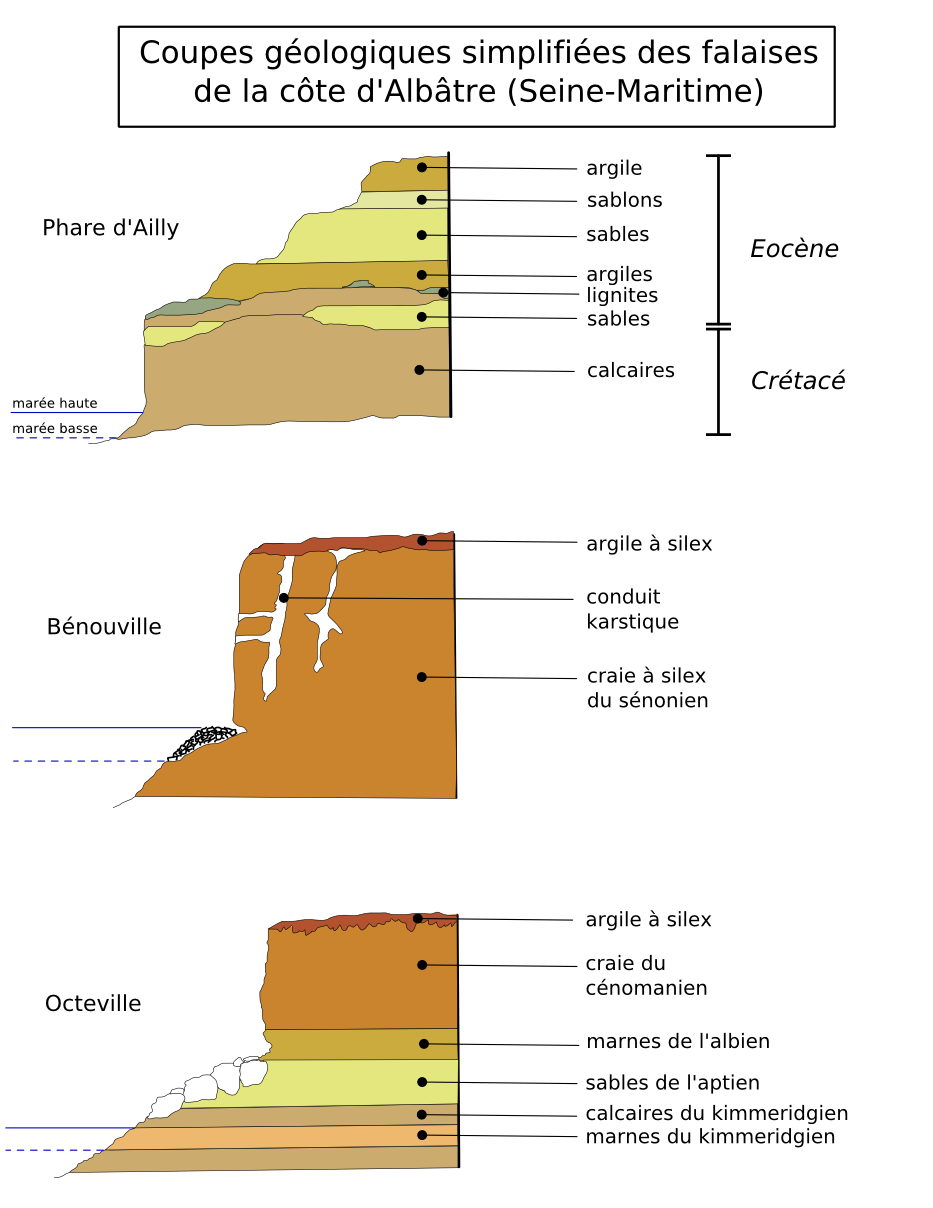
Coupes géologiques de plusieurs falaises.
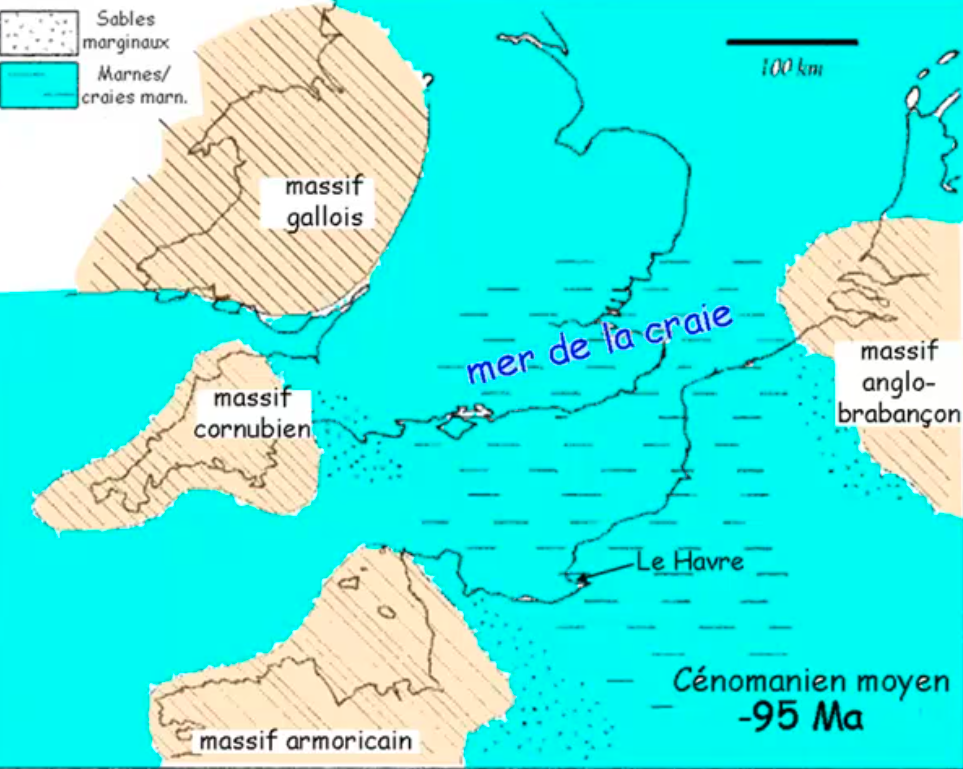
La « mer de la craie » correspond à une transgression marine induite par une accélération du taux d'expansion de la dorsale médio-atlantique.
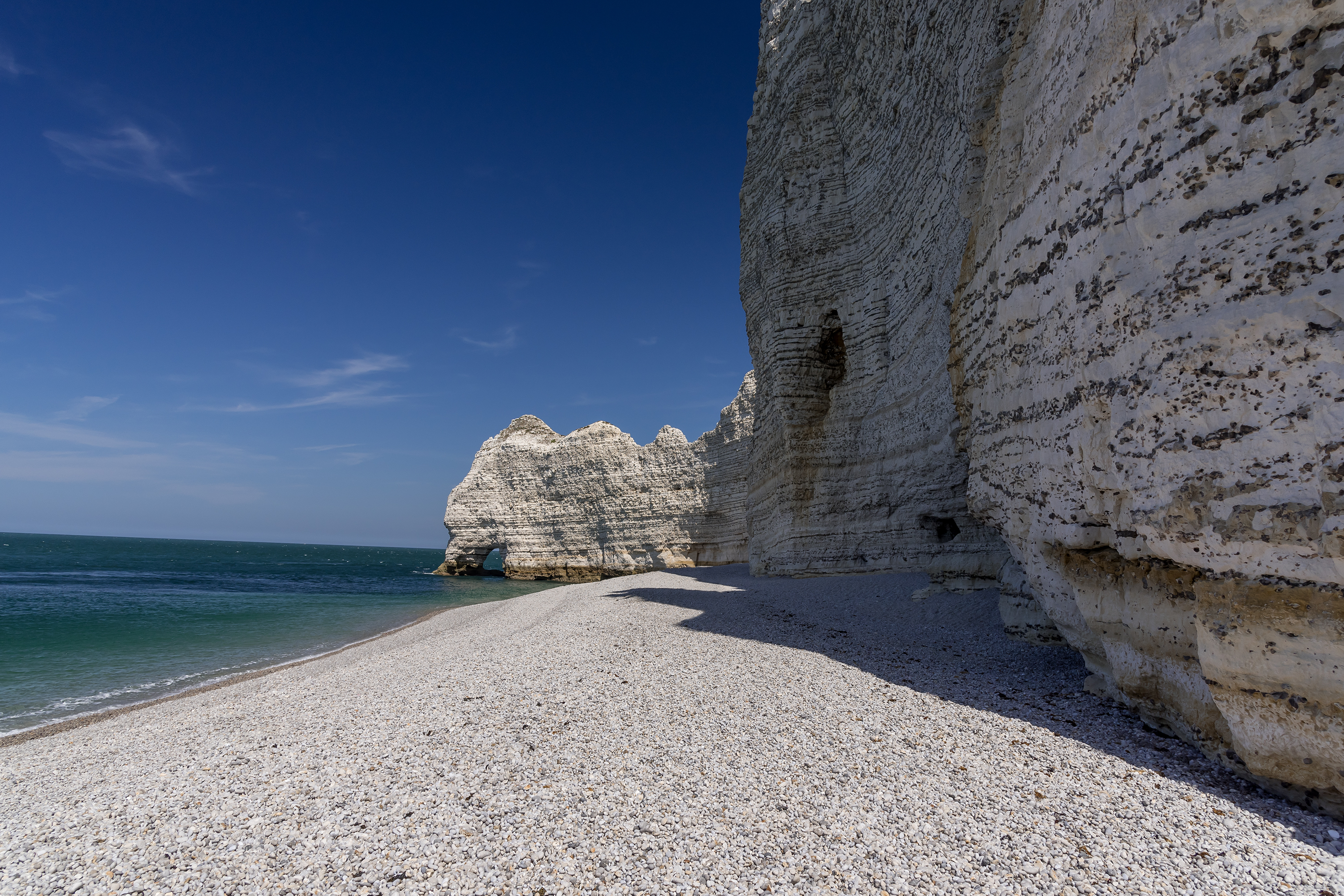
Les falaises exposent des cycles de craie et de bancs de silex formés par le processus de silicification[16].

## Le recul des falaises et des cordons de galets
Le long de la côte d'Albâtre et de la côte picarde, se développe un cordon de galets de silex de 120 km de long. Cette province sédimentaire présente deux secteurs côtiers : une côte basse meuble de la pointe du Hourdel à Ault-Onival (~29 km), correspondant à la côte picarde ; une côte à falaises crayeuses hautes de Ault-Onival au cap d'Antifer (~113 km), correspondant à la côte d'Albâtre. Elle est découpée en cellules hydrosédimentaires en raison de la présence de caps ou à la suite de la construction de plusieurs jetées portuaires (Fécamp, Saint-Valery-en-Caux, Dieppe, Tréport) ou de centrales nucléaires (Paluel, Penly). Les galets clairs de silex blond ou gris viennent des terres et les galets bleus viennent de l'érosion des falaises de craie à silex du pays de Caux. Ils se déplacent sous l'effet de la dérive littorale du SW, semblable à un fleuve côtier qui transporte les  silex d'Antifer à Ault (ils mettent en moyenne trente ans pour effectuer ce trajet). Le cordon forme une véritable barrière littorale de protection contre les assauts de la mer.
Chaque année, les falaises reculent de 10 à 50 centimètres. Il est estimé qu’en 2000 ans, les falaises ont reculé de 100 à 200 mètres. Les phénomènes de surcote favorisent la formation de brèches dans le cordon, entraînant la submersion marine. Depuis trois siècles, différentes mesures d'ingénierie côtière (épis, digues, recharge en galets) sont engagées pour lutter contre les effets locaux de l'érosion. Elles ont montré une certaine efficacité mais nécessitent de gros moyens et d'être régulièrement remises en œuvre. De plus, les coûts investis pour la protection sont supérieurs à la valeur des biens défendus et ne cesseront d'augmenter face à l'élévation attendue du niveau de la mer. Autant de facteurs qui incitent certaines collectivités et acteurs locaux à évoquer la mise en œuvre de solutions alternatives, comme la dépoldérisation partielle et maîtrisée ou le repli stratégique,.
| |
| Perré en enrochement au pied de la falaise d'Ault pour en limiter le recul et casquette en haut de versant pour éviter les ruissellements. |

| |
| Sur la plage d'Étretat, les trois épis chargés de piéger les galets emportés par la dérive littorale, ont été implantés dans la seconde moitié du XIXe siècle puis ont été renforcés et rallongés. |

## Les arches
Les falaises d'Etretat se composent de trois arches successives :
- La falaise d'Aval (l’aiguille)
- La Manneporte
- La falaise d'Amont

Ces arches ne sont pas d’origine marine. C’est plutôt le résultat de rivières qui ont creusé leur chemin dans la paroi rocheuse, avant que celle-ci ne recule. La mer et la nature se sont chargées d’élargir les trous déjà présents. Composé de calcaire plus dur, elles ont su résister à l’épreuve du temps.

## Le mitage

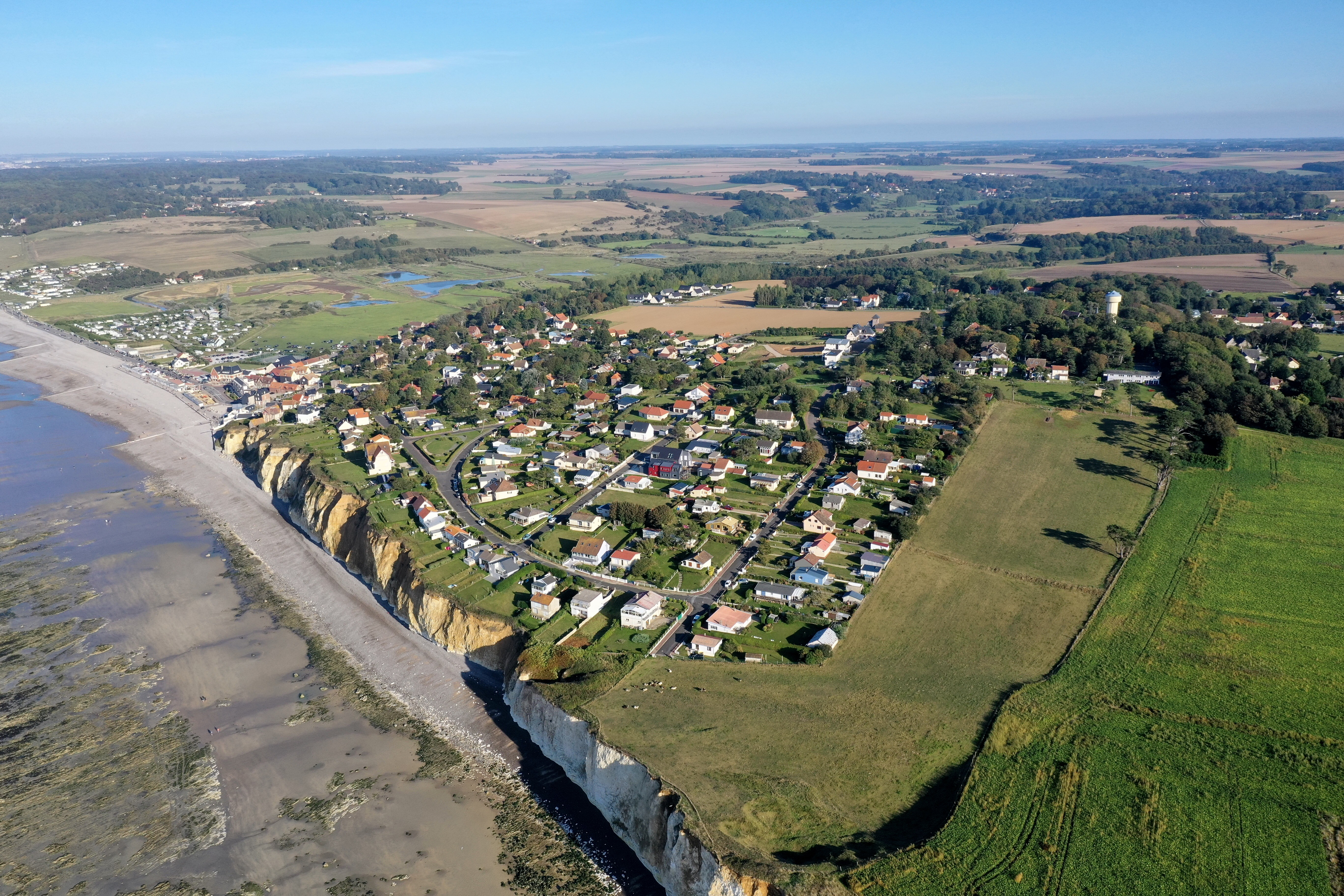
Standardisation de la côte en raison du mitage pavillonnaire.

Au début du XXIe siècle, les terres agricoles et les clos-masures en haut des plateaux sont grignotés par le mitage urbain et périurbain qui résulte de l'installation de populations travaillant dans les pôles d'emplois voisins des grandes villes. Ce processus reflète l'attirance pour le littoral (littoralisation) se traduisant par le phénomène d'haliotropisme qui s'accélère depuis les années 1960. L'artificialisation du littoral dans les années 1970-1980 va de pair avec le développement du tourisme de masse et de la croissance urbaine compte tenu de l'attrait que la côte représente en termes d'emplois.

## Galerie

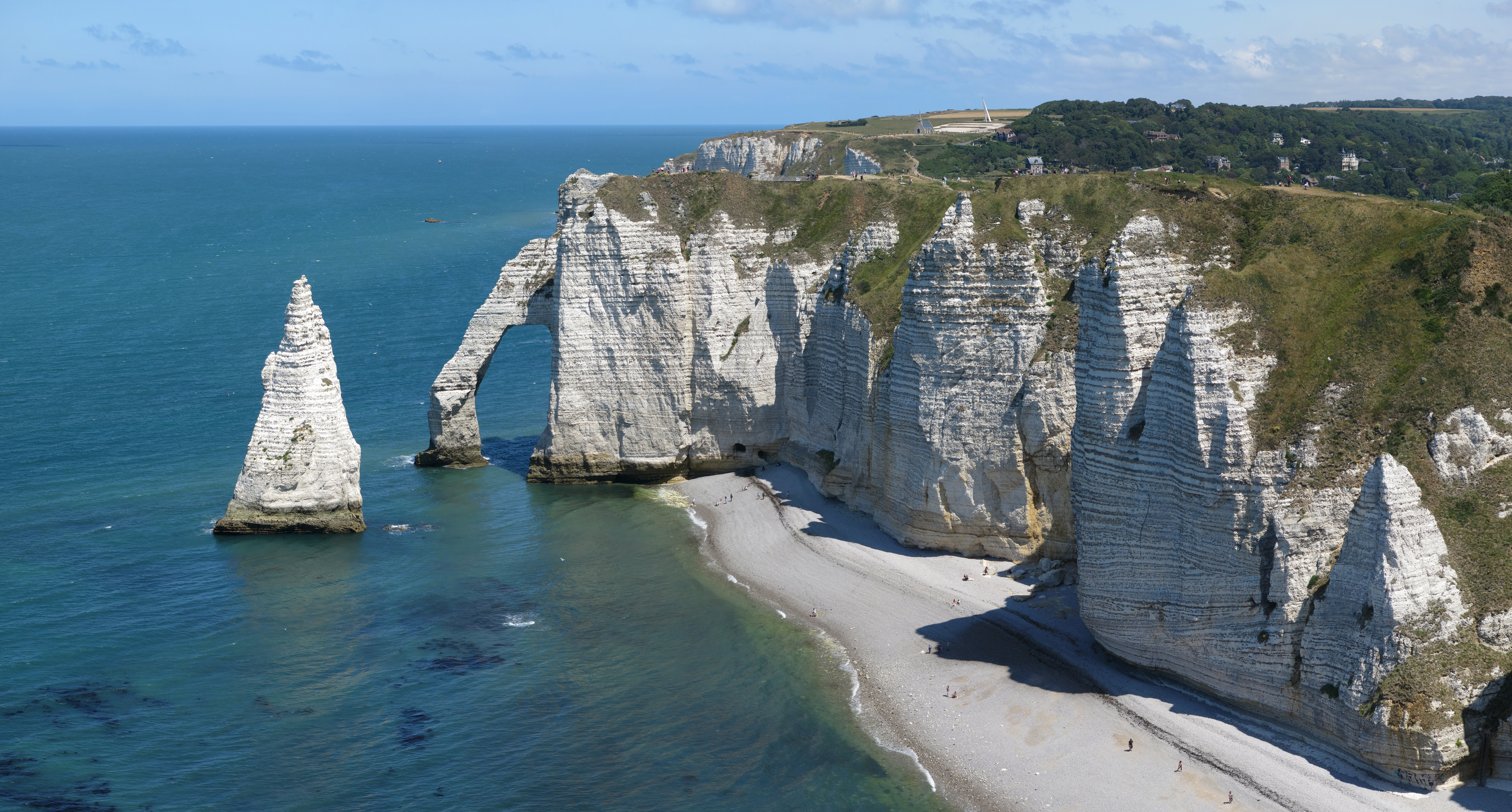
Étretat : falaise simple du fait de l'homogénéité lithologique de la craie sénonnienne.
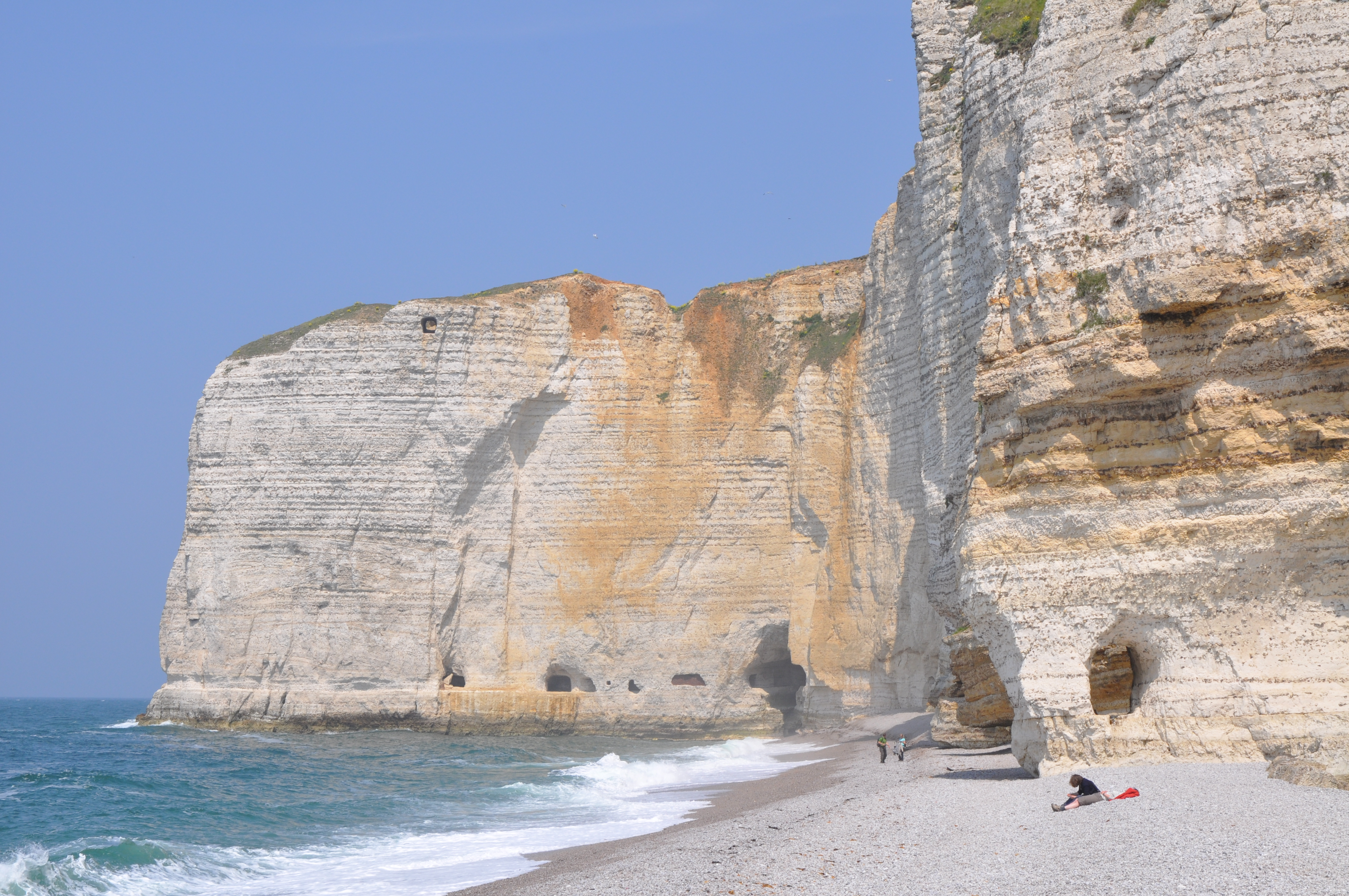
L'arche du Tilleul, petit tunnel emblématique dans la falaise, s'est effondré sur la plage en janvier 2023[25].
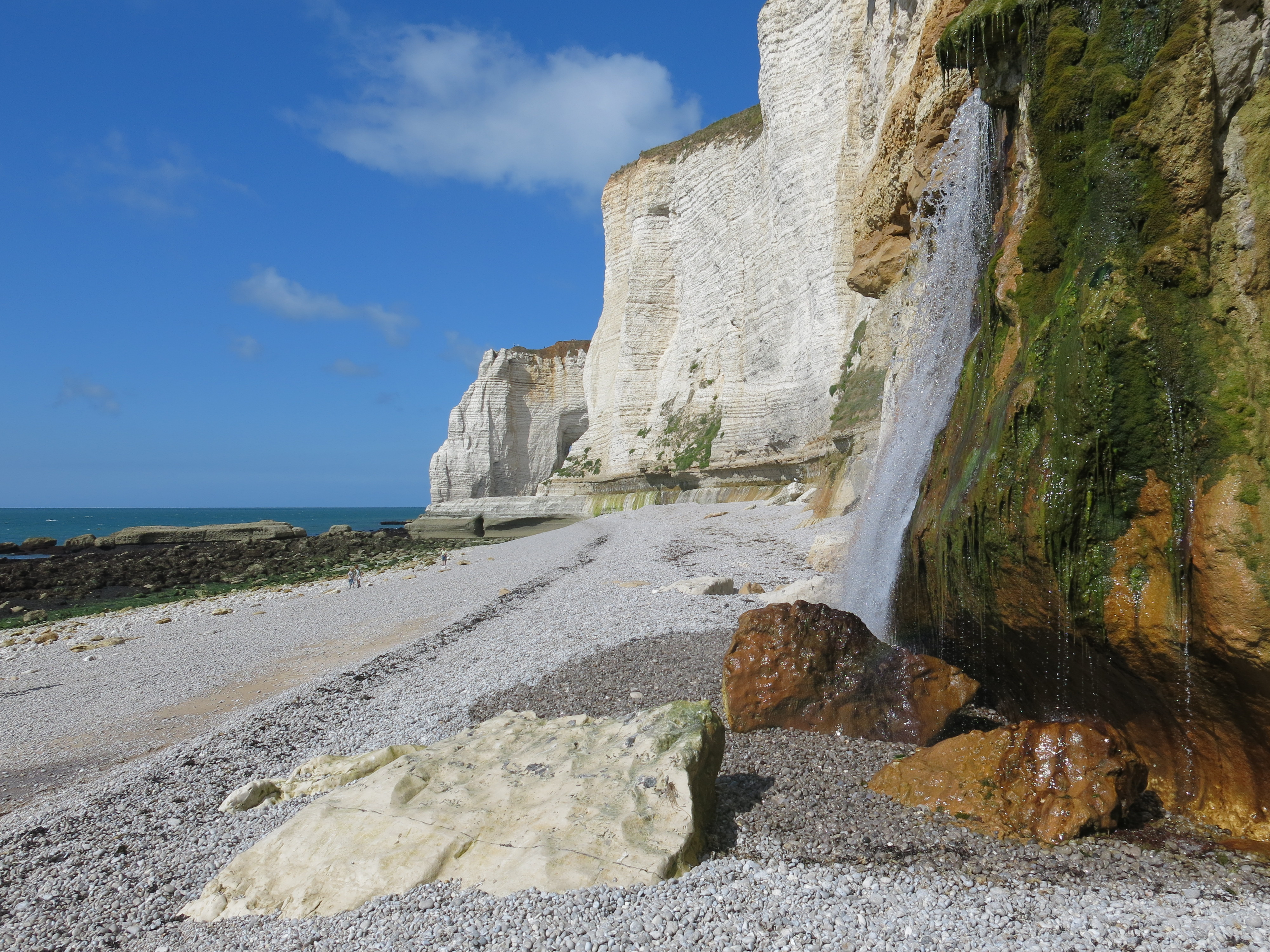
« Pisseuses de Valaine », exsurgence de cascade à 3,50 m au-dessus de la plage[26].
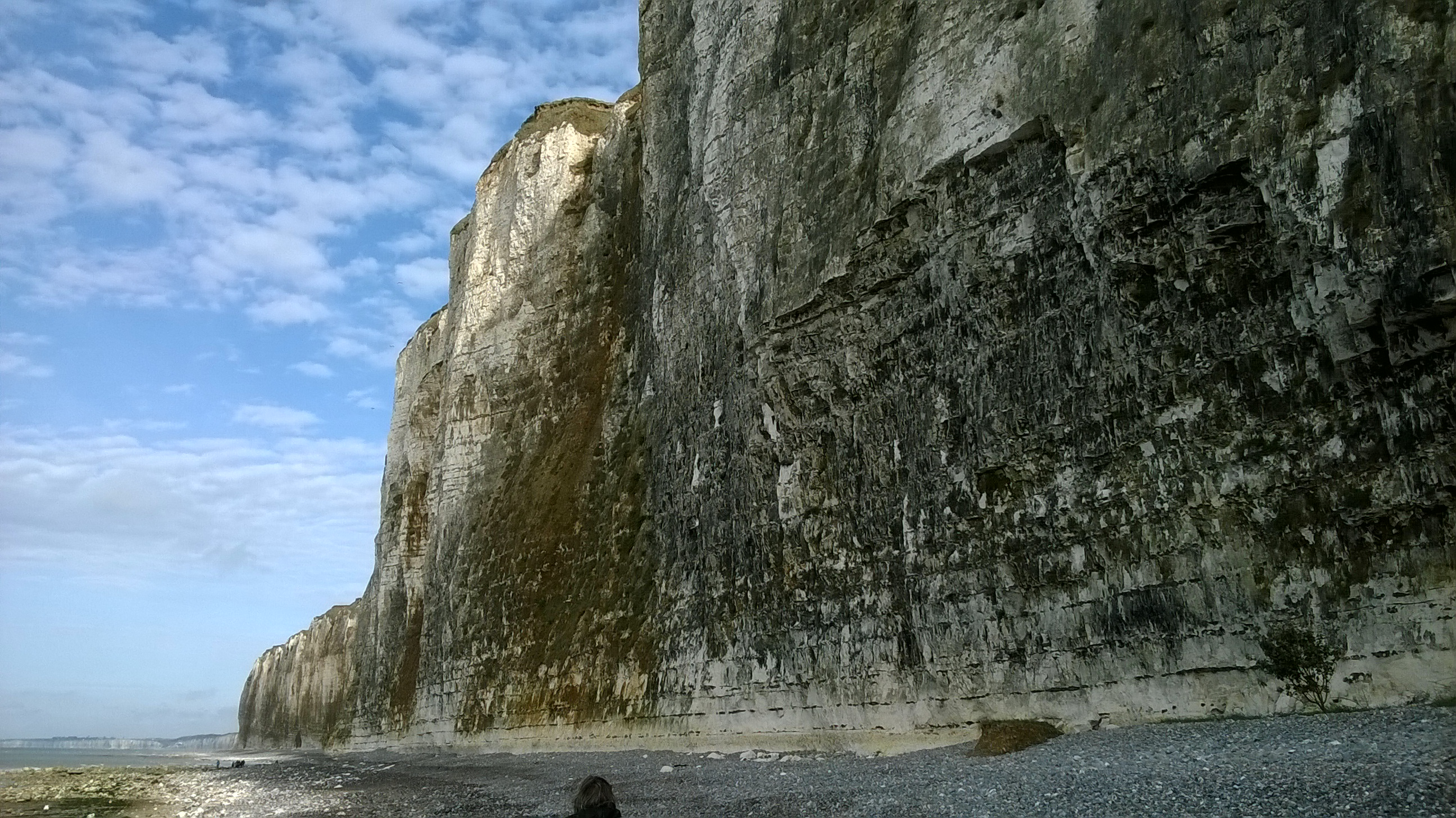
Saint-Valery-en-Caux : la partie inférieure date du Coniacien (87 Ma), surmontée de Santonien (85 Ma).
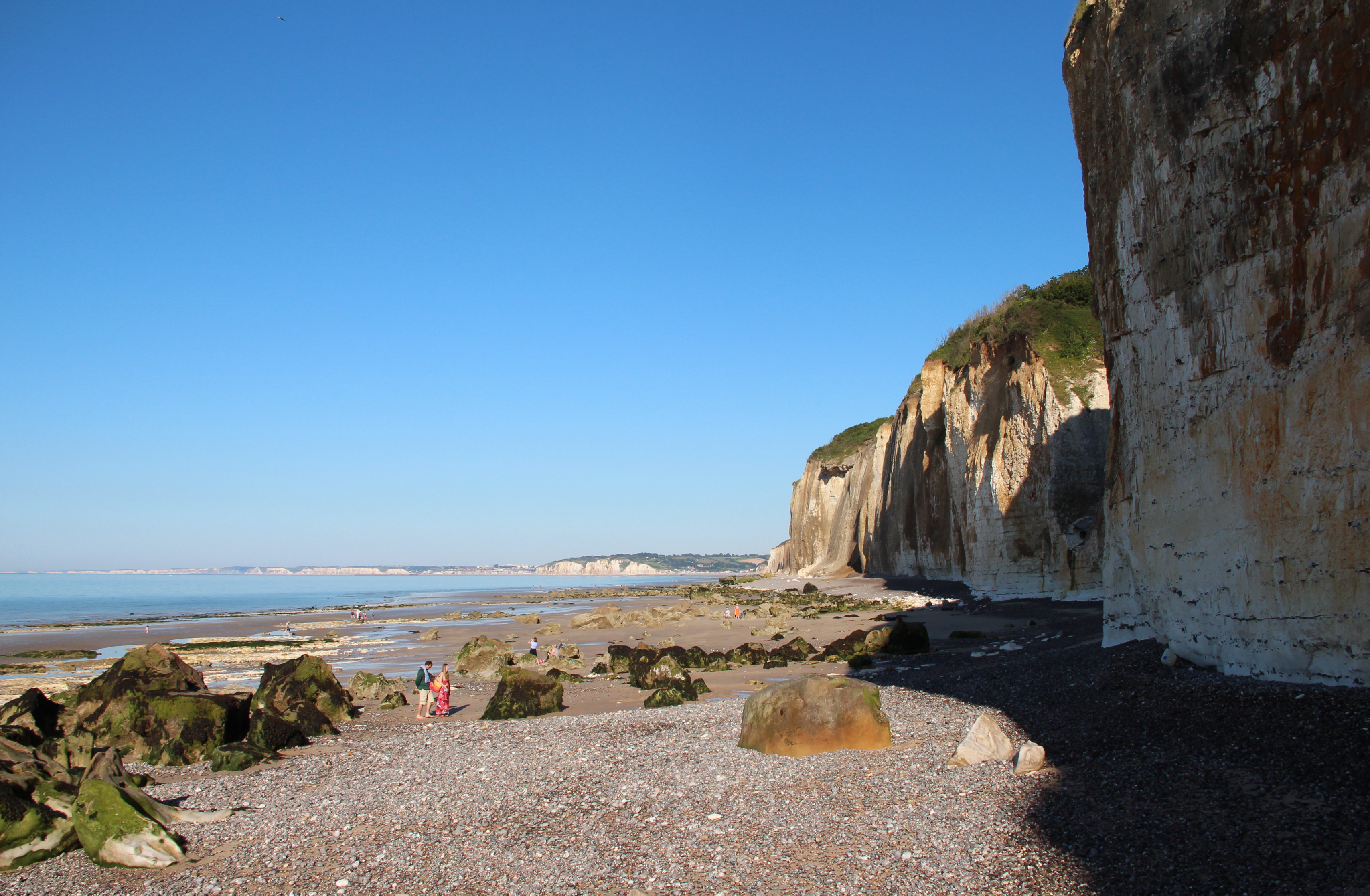
Varengeville-sur-Mer : craies du Santonien (85 Ma) et du Campanien (75 Ma).
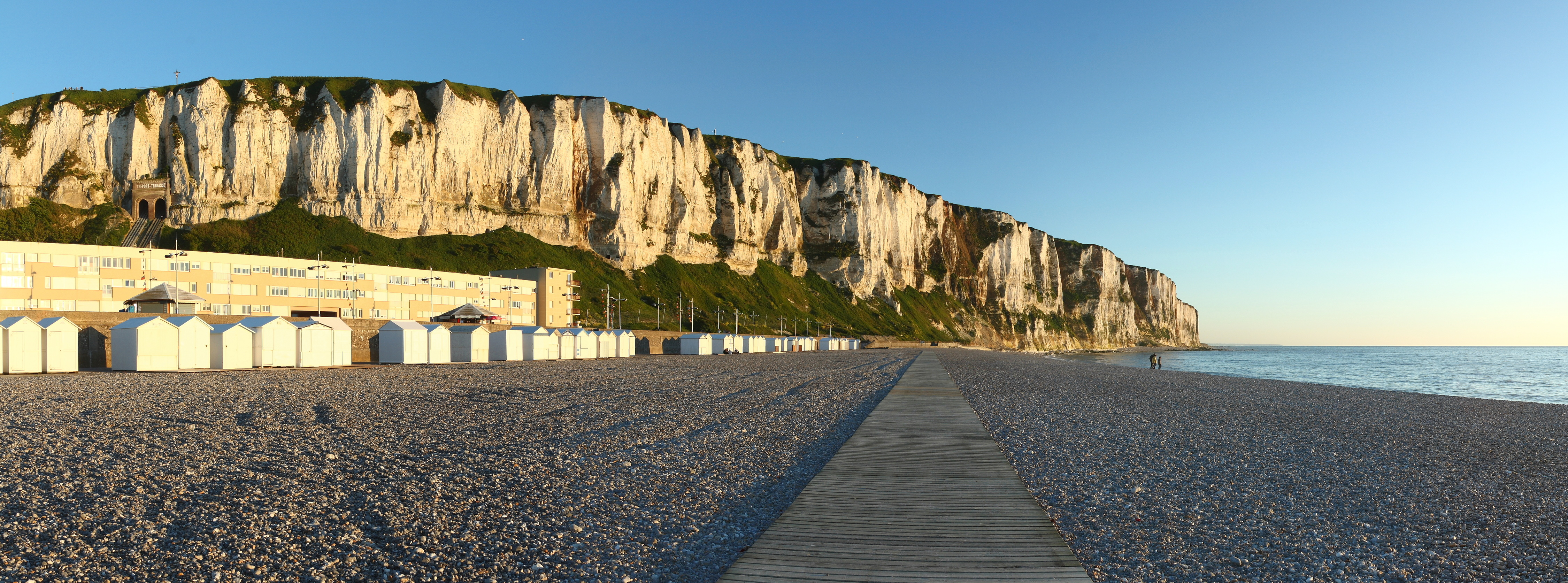
Le Tréport, falaise du Coniacien (87 Ma) à piédestal résistant (ressaut basal turonien, 90 Ma).
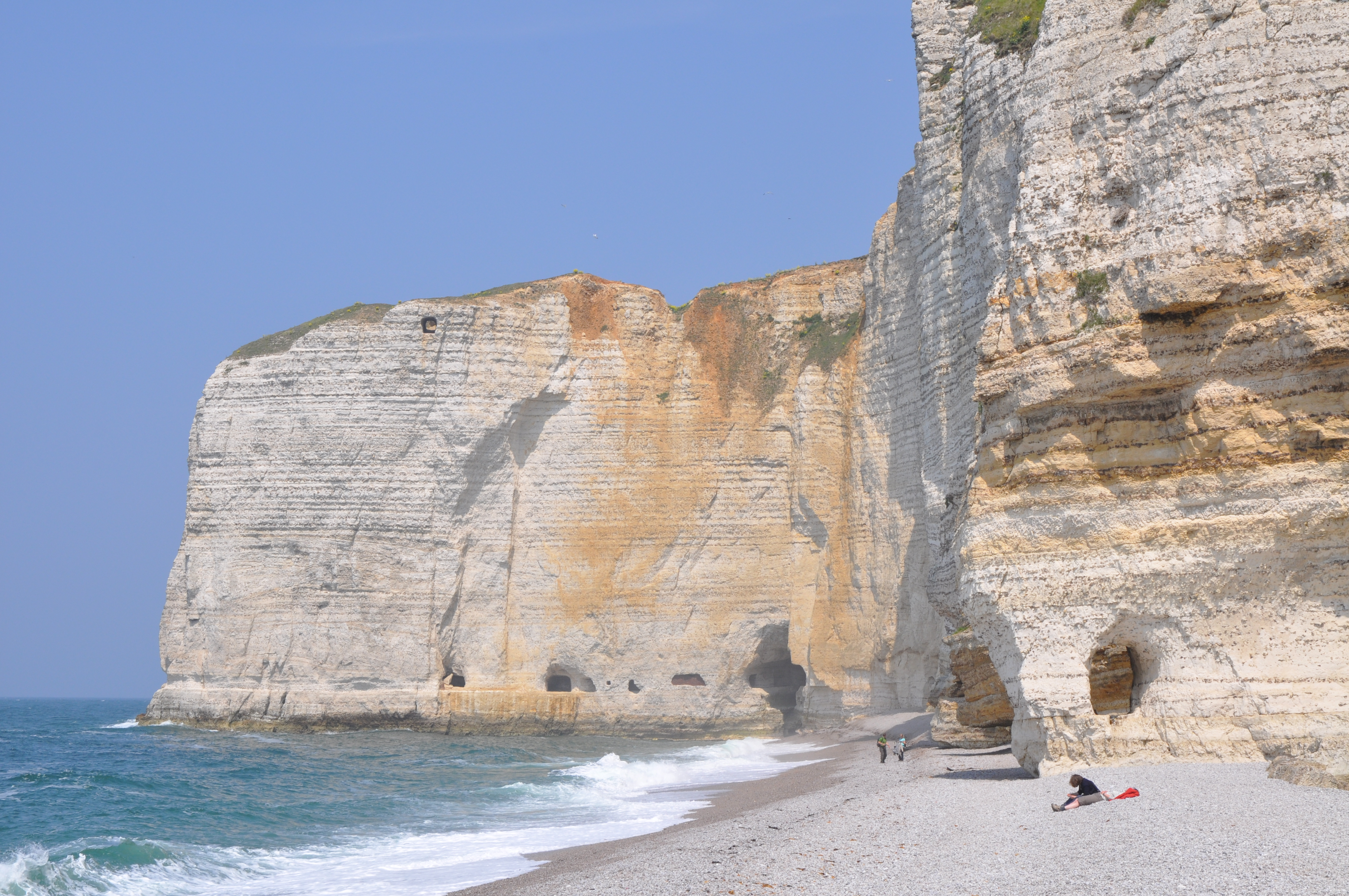
Rythmicité précessionnelle (20 ka)[27] des niveaux gris de marnes et des niveaux blancs de craie, modulée par un cycle d’excentricité courte (100 ka)[28].
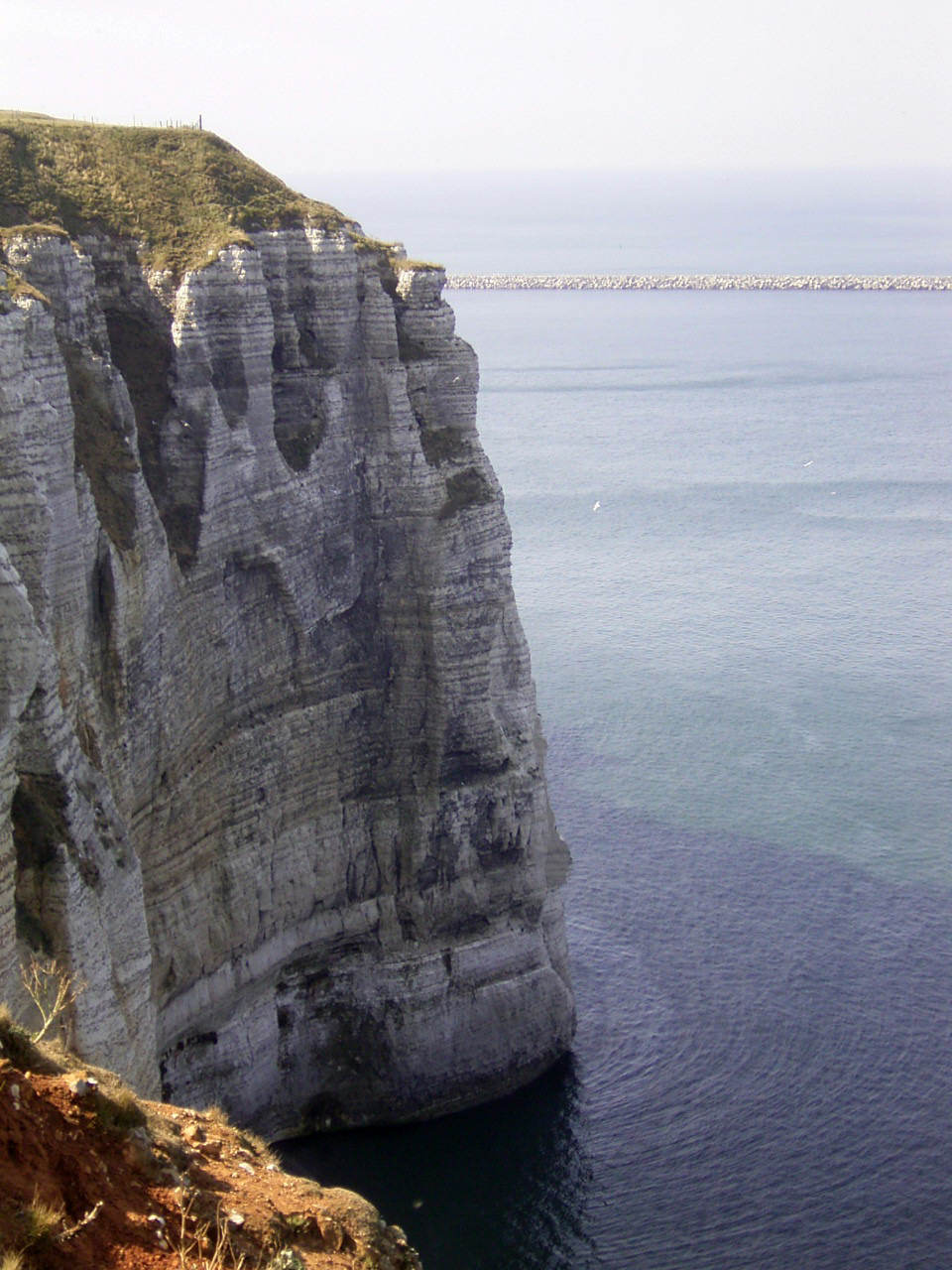
La rythmicité des séquences métriques craie/silex est souvent bien soulignée entre Étretat et Fécamp[29] : elle est précessionnelle ou calquée sur la variation de l'obliquité de l'axe terrestre (41 000 ans).
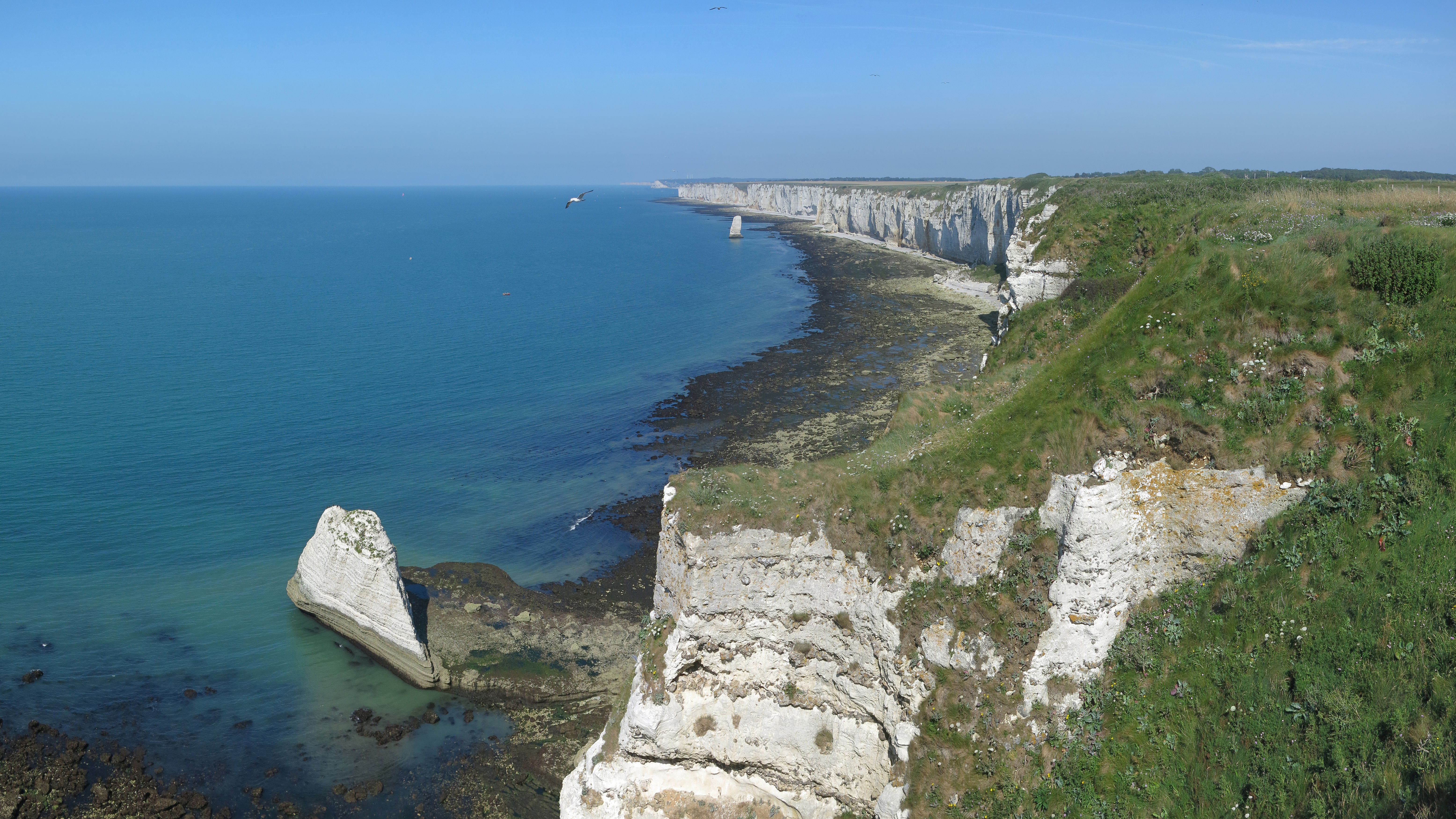
Côte d'Albâtre à Roc Vaudieu, entre Étretat et Fécamp
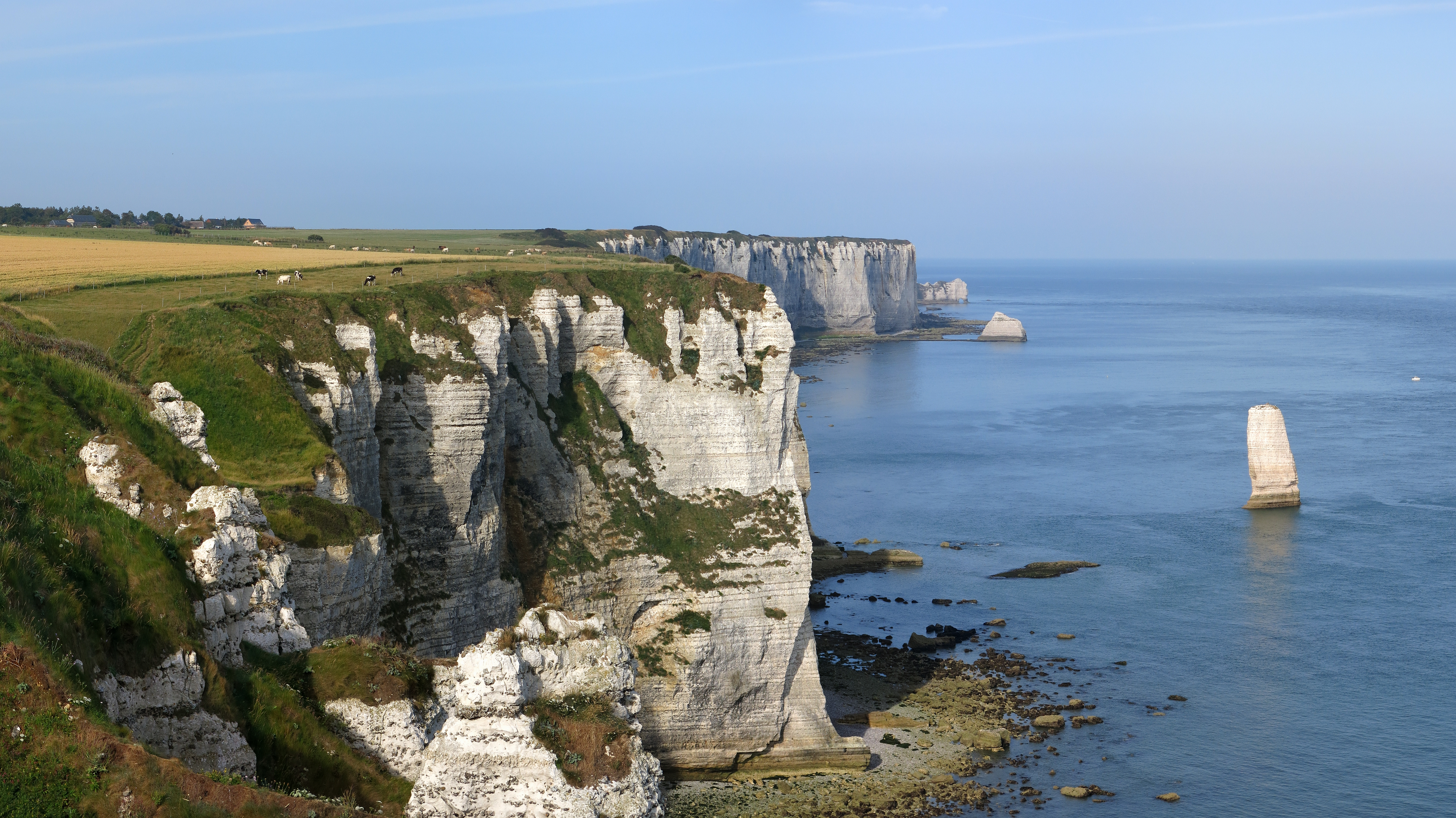
Côte d'Albâtre entre Étretat et Yport. Juillet 2019.